# Coccidioidomicose
Coccidioidomicose ou Febre do Vale é uma doença pulmonar ou disseminada causada pelo fungo Coccidioides immitis ou Coccidioides posadasii que afeta o homem e outros mamíferos. Conhecida também como Doença de Posada-Wernicke, febre da Califórnia e Reumatismo do Deserto. É comum apenas na América, principalmente México, Sul dos Estados Unidos, com algumas centenas de casos na Argentina e no nordeste do Brasil.

## Causas
O Coccidioides immitis é um fungo dimórfico atípico. Na natureza e em cultura assume forma de micélio vegetativo hialino, formando colônias esbranquiçadas parecidas com algodão, mas no homem em vez de adaptar-se como levedura, assume formas atípicas esféricas ou ovais de 5 a 60 µm de diâmetro com dezenas de endósporos.

## Epidemiologia
A coccidioidomicose existe primariamente nos Estados Unidos, nos estados do Oeste (principalmente California, Texas, Utah, Novo México, Arizona e Nevada). Contudo também há alguns casos noutros países da América, como México, Argentina e nordeste do Brasil, especialmente no Piauí e Ceará.
A infecção é pela inalação de esporos infecciosos presentes no solo seco, geralmente sendo leve e limitada, exceto em pessoas com SIDA/AIDS, imunossupressão ou com Diabetes Mellitus descontrolada ou após quimioterapia.

## Progressão e Sintomas
Após inalação dos esporos, as esférulas multiplicam-se nos pulmões. Na maioria dos casos (60%) a infecção é assintomática e o sistema imunitário destroi o invasor e limita a sua disseminação pela formação de granulomas, mas numa minoria há sintomas de pneumonia, com febre, suores, tosse e expectoração e falta de ar. Em 5% poderá surgir pneumonia crónica semelhante à da tuberculose, enquanto menos de 1%, principalmente os imunodeprimidos e idosos, podem desenvolver manifestações sistémicas após disseminação por via hematogênica do fungo, com formação de granulomas que resultam em ulcerações da pele e dores de articulações (Reumatismo do deserto), infecção urinária, endocardite e lesão óssea.

## Diagnóstico
No exame direto, a expectoração é observada ao microscópio com a clarificação por KOH 10% e coloração por H&E, ácido periódico de Schiff ou impregnação argêntea de Gomori-Grocott, podendo ser observadas esférulas características do microrganismo. A cultura pode ser necessária para o diagnóstico e deve ser realizada em meio enriquecido a 40°C, com 20% de CO2, caracterizada pela produção de esférulas características. 

## Tratamento
O tratamento geralmente é com fluconazol, na dose de 400 mg/dia a 1.200 mg/dia, mas tem grande incidência de recidiva. Com itraconazol, na dose de 400-600 mg/dia, os resultados são pouco superiores ao fluconazol nas formas disseminadas sem envolvimento do sistema nervoso central e tem menor taxa de recidiva. O uso de anfotericina B intravenosa é reservado para as formas mais graves e urgentes e disseminadas.
1. 1 2 3 4  DEUS FILHO, Antônio de. Capítulo 2: coccidioidomicose. J. bras. pneumol. [online]. 2009, vol.35, n.9 [cited  2015-09-13], pp. 920-930 . Available from: <http://www.scielo.br/scielo.php?script=sci_arttext&pid=S1806-37132009000900014&lng=en&nrm=iso>. ISSN 1806-3756.  http://dx.doi.org/10.1590/S1806-37132009000900014.
2. ↑  Galgiani J. N. Coccidioidomycosis. In: Cecil, Russell L., Lee Goldman, and D. A. Ausiello. Cecil Medicine. Philadelphia: Saunders Elsevier, 2007.